# Zardasht Rad
Zardasht Rad, född Barhimat 1 oktober 1980, är en svensk skådespelare.

## Biografi
Rads familj kom till Sverige 1986 efter att ha flytt från Kurdistan under Iran-Irak-kriget. Han är äldre bror till skådespelaren Peshang Rad.
Rad är utbildad på Teaterhögskolan i Stockholm 2005-2009. Därefter har han varit verksam vid ett flertal scener i Sverige. 2017 tilldelades han Bengt och Lenah Brunskogs stipendium av Teaterförbundet för sitt arbete i Idioten. 
Rad har bland annat medverkat i TV-serierna Älskade Samir och Kapningen från 2023. Han har även medverkat i filmen Ankdammen från 2019.

## Filmografi (i urval)
- 2008 – Oskyldigt dömd (TV-serie)
- 2009 – Beck – Levande begravd
- 2014 – Den fjärde mannen (TV-serie)
- 2018 – Operation Ragnarök
- 2019 – Ankdammen
- 2020 – The Average Color of the Universe
- 2023 – Älskade Samir (TV-serie)
- 2023 – Kapningen (TV-serie)

## Teater

### Roller (ej komplett)
| År   | Roll                        | Produktion                                                                       | Regi                           | Teater                   |
| ---- | --------------------------- | -------------------------------------------------------------------------------- | ------------------------------ | ------------------------ |
| 2002 | Les garçons bleu            | Gustaf III & Dramaten Staffan Roos                                               | Staffan Roos                   | Dramaten                 |
| 2003 | Statist                     | Woyzeck Georg Büchner                                                            | Stefan Larsson                 | Dramaten                 |
| 2004 | Fotograf Billyboys kamrat   | A clockwork orange 2004 Anthony Burgess                                          | Kasper Holten                  | Dramaten                 |
| 2006 |                             | Café Problem Marianne Goldman                                                    | Ulla Kassius                   | Kulturhuset              |
| 2007 | Pan Polisman Stephen        | Rock'n'roll Tom Stoppard                                                         | Margareta Garpe                | Stockholms stadsteater   |
| 2010 | Pearce                      | Pygmalion George Bernard Shaw                                                    | Margareta Garpe                | Dramaten                 |
| 2010 | Mannen                      | En sommardag (Ein sommars dag) Jon Fosse                                         | Gunnel Lindblom                | Dramaten                 |
| 2011 | Mercutio Romeo (Understudy) | Romeo och Julia (The Tragedy of Romeo and Juliet) William Shakespeare            | John Caird                     | Dramaten                 |
| 2012 | Fréderick Lemaître          | Paradisets barn (Les Enfants du paradis) Jacques Prévert                         | Ellen Lamm                     | Dramaten                 |
| 2012 | Krogstad                    | Ett dockhem (Et Dukkehjem) Henrik Ibsen                                          | Benoît Malmberg (Kjersti Horn) | Dramaten                 |
| 2014 | Levi Matteus Fokitj Patient | Mästaren och Margarita (Мастер и Маргарита, Master i Margarita) Michail Bulgakov | Stefan Metz                    | Dramaten                 |
| 2016 | Furst Mysjkin               | Idioten (Идиот, Idiot) Fjodor Dostojevskij                                       | Zardasht Rad                   | Teater Giljotin          |
| 2017 | Mannen                      | Någon kommer att komma (Nokon kjem til å komme) Jon Fosse                        | Kia Berglund                   | Teater Giljotin          |
| 2017 | Medverkande                 | Skillnadernas Stockholm Ellen Lamm och Eric Ericson                              | Ellen Lamm                     | Kulturhuset Stadsteatern |
| 2019 | Nidal                       | Äkta känner äkta Alexander Salzberger                                            | Olof Hanson                    | Kulturhuset Stadsteatern |
| 2020 |                             | Irakisk Kristus (رواية المسيح العراقي, Al Masih al-iraqi) Hassan Blasim          | Natalie Ringler                | Teater Galeasen          |
| 2020 | Trigorin                    | Måsen (Чайка, Tjajka) Anton Tjechov                                              | Dennis Sandin                  | Uppsala stadsteater      |
| 2020 | Michael Kolhaas             | Kohlhaas Heinrich von Kleist                                                     | Johannes Schmid                | Teater Giljotin          |
| 2021 | Michael Kolhaas             | Kohlhaas Heinrich von Kleist                                                     | Johannes Schmid                | Teater Giljotin          |
| 2022 | Friaren                     | Penelope Py Huss-Wallin och Nils Granberg                                        | Py Huss-Wallin                 | Teater Galeasen          |

### Regi (ej komplett)
| År   | Produktion             | Upphovsmän                                   | Teater          |
| ---- | ---------------------- | -------------------------------------------- | --------------- |
| 2016 | Idioten (Идиот, Idiot) | Fjodor Dostojevskij Bearbetning Zardasht Rad | Teater Giljotin |